# Santiago (gemeente)
Santiago is een gemeente in de Chileense provincie Santiago in de regio Región Metropolitana. Santiago telde 404.495 inwoners in 2017.
- Library of Congress Control Number: n82111094
- Nationale Bibliotheek van Israël: 987007557447105171
- Virtual International Authority File: 152468460
- WorldCat: E39PBJqQvWpPfy3Y9kqVxxFxjC